# U 636 (Kriegsmarine)
De U 636 was een Duitse U-boot van het veelvoorkomende VIIC-type van de Kriegsmarine tijdens de Tweede Wereldoorlog. de U-boot stond onder bevel van Oberleutnant Eberhard Schendel. Hij voerde iets meer dan een jaar het bevel over de U 636.

## Ondergang
De U 636 werd op 21 april 1945 tot zinken gebracht in de Noord-Atlantische Oceaan, ten westen van Ierland, in positie 55° 50′ 0″ NB, 10° 31′ 0″ WL door dieptebommen van de Britse fregatten HMS Bazely, HMS Drury en HMS Bentinck. Alle 42 Duitse bemanningsleden, met hun commandant Eberhard Schendel, kwamen hierbij om.

## Commandanten
- 20 Aug, 1942 - 14 Feb, 1944:   Kptlt. Hans Hildebrandt
- 15 Feb, 1944 - 21 Apr, 1945:   Oblt. Eberhard Schendel